# Przemysław Młyńczyk
Przemysław Młyńczyk (ur. 20 czerwca 1966 w Białymstoku) – polski reżyser i scenarzysta filmowy.

## Życiorys
Ukończył studia na Wydziale Reżyserii Filmowej FAMU w Pradze.

## Filmy
- "Femina" (1990) - fabularny, współpraca reżyserska[1][2]
- "Studium malarza S." (1996) - dokumentalny, o polskim malarzu Władysławie Ślewińskim, który mieszkał we Francji[1][2]
- "Olga Boznańska" (2000) - dokumentalny, reżyseria i scenariusz[1][2]
- "Taniec" (2002) - dokumentalny, zrealizowany w Polskim Teatrze Tańca w Poznaniu[1][2]
- "Osiemnaście" (2004) - fabularny, reżyseria i scenariusz[1]
- "Performerki"(2007) - dokumentalny, reżyseria i scenariusz[1][2]
- "Chłopak kumpeli (2008) - dokumentalny, reżyseria i scenariusz[2]
- "Artyści z Koszalina (2011) - dokumentalny, reżyseria i scenariusz[2]

## Programy telewizyjne
- "Szansa na życie" (2001) - tv, serial dokumentalny TVP1, reżyseria 15 odcinków[2]
- 2004 Sceny fabularne do filmu TVP "Wszystko, co nasze", o Ryszardzie Kaczorowskim[2]